# (14024) Procol Harum
(14024) Procol Harum (1994 RZ) – planetoida z pasa głównego asteroid okrążająca Słońce w ciągu 4,08 lat w średniej odległości 2,55 j.a. Odkryta 9 września 1994 roku.